# Hellingproef (scheepvaart)
Om de stabiliteit te bepalen, wordt een schip aan een hellingproef of stabiliteitsproef onderworpen. Dit is vereist door SOLAS als onderdeel van het stabiliteitsboek en wordt gebruikt om het gewicht ledig schip en zwaartepunt van het vaartuig te bepalen. Hierbij wordt een gewicht van ongeveer 1% van het deplacement aan dek gezet en vanuit het midden naar een van beide boorden verplaatst. Aan de hand van de hellingshoek die het schip maakt bij deze proef kan men de metacentrische hoogte GM0 uitrekenen en daarmee de KG van het ledig schip.
{\displaystyle GM={\frac {p\cdot a}{\Delta }}\cdot {\frac {l}{u}}}
waarbij {\displaystyle p} het gewicht is dat verplaatst wordt, {\displaystyle a} de afstand van de verplaatsing, {\displaystyle \Delta } het deplacement, {\displaystyle l} de lengte van het schietlood en {\displaystyle u} de uitwijking die deze verkrijgt na de verplaatsing.
Om een nauwkeurige hellingproef uit te kunnen voeren, moet worden voldaan aan een aantal voorwaarden:
- beschutte locatie;
- rustig weer;
- geen stroming;
- voldoende waterdiepte;
- slacke meerdraden.

Voordat men aan de hellingproef begint, moet de diepgang en daarmee het deplacement nauwkeurig worden vastgesteld en ook de gewichten en locaties van voorwerpen die niet bij het ledig schip horen.

## Geschiedenis
Paul Hoste stelde in Théorie de la construction des vaisseaux uit 1697 als eerste een praktische methode voor om de stabiliteit — of zoals hij het noemde, het vermogen om zeil te dragen — vast te stellen met een hellingproef, ook al maakte hij fouten in zijn afleidingen. Pierre Bouguer kwam in 1746 in Traité du navire, de sa construction et de ses mouvemens met de juiste afleiding. Al in 1748 werd de eerste opgetekende hellingproef gehouden. Clairin-Deslauriers voerde deze uit in Brest op de Intrépid met behulp van twee kanonnen die hij over de scheepszijde hing aan een stut. Hoewel deze brak, had hij genoeg waarnemingen om een GM van 1,8m vast te kunnen stellen.